# فرودگاه آبی پونتواز – کورمی-آن-وکسن
 فرودگاه آبی پُنتوُاز - کُرمِی-آن-وِکسَن (به فرانسوی: Aéroport de Pontoise - Cormeilles-en-Vexin) یک فرودگاه همگانی با کد یاتا POX است که یک باند فرود آسفالت دارد و طول باند آن ۱۶۸۹ متر است. این فرودگاه در شهر پونتوآز کشور فرانسه قرار دارد و در ارتفاع ۹۹ متری از سطح دریا واقع شده است.